# Sivana bicolor
Sivana bicolor là một loài bọ cánh cứng trong họ Cerambycidae.